# Олена Аліпіна
Олена Аліпіна (*Ἑλένη, д/н — до 1025) — візантійська імператриця.

## Життєпис
Походила з константинопольської чиновничої родини. Донька Аліпія, про якого відсутні відомості. Відрізнялася красою. Вийшла заміж за Костянтина VIII на початку 970-х років. У 976 році її чоловік офіційно став співволодарем свого брата Василя II. Тоді ж Олена отримала титул августи. 
Оскільки її чоловік не мав жодної влади, то імператриця не мала політичної ваги. Втім вона сприяла просуванню своєї рідні при дворі. Так її батько отримав титул проедра та став впливовим сановником.
Померла Олена до 1025 року, коли Костянтин VIII став одноосібним імператором.

## Родина
Чоловік — Костянтин VIII.
Діти:
- Євдокія (975/976 — д/н)
- Зоя (978—1050), імператриця
- Феодора (984—1056), імператриця